# Viktor Kauder
Viktor Kauder (ur. 25 grudnia 1899 w Łodzi, zm. 2 lipca 1985 w Zirl) – niemiecki bibliotekarz, działacz mniejszości niemieckiej w Polsce oraz badacz folkloru i kultury niemieckiej.

## Życiorys
Rodzina Kaudera pochodziła z Bielska, lecz Viktor urodził się w Łodzi, gdzie jego ojciec Rudolf pracował w wykończalni jednej z fabryk włókienniczych. W Łodzi Kauder ukończył Niemiecką Szkołę Ludową. Po rewolucji 1905 roku Kauderowie powrócili do Bielska. Viktor od 1911 uczęszczał do Państwowej Szkoły Realnej w Bielsku. W 1917 zdał maturę. Od 1914 należał do ruchu Wandervogel. Podczas I wojny światowej wstąpił do paramilitarnej organizacji Verband österreichischer Armee (Związek Armii Austriackiej). W 1917 roku został powołany do armii, w stopniu chorążego uczestniczył w walkach na Wschodzie oraz na Bałkanach. W latach 1919–1924 studiował chemię na Politechnice Wiedeńskiej, lecz formalnie nie ukończył studiów.
Po włączeniu Bielska w granice Polski pogłębił swoje zainteresowanie niemiecką kulturą, w 1921 założył Walterem Kuhnem i Alfredem Karaskiem grupę zajmującą się historią lokalną i rozwojem patriotycznym poprzez krajoznawstwo. W 1923 roku opublikował książkę „Die deutsche Sprachinsel Bielitz-Biala”, w której m.in. przedstawił m.in. cele swojej działalności na następne lata oraz rozpoczął wydawanie serii „Deutsche Gaue im Osten”, prezentującą różne grupy Niemców w Polsce.
Kauder pracował przez krótki okres w przemyśle włókienniczym, następnie w 1925 został zatrudniony przez Hermanna Rauschninga w Książnicy Niemieckiej w Poznaniu. Tam współredagował czasopismo kulturalno-polityczne „Deutsche Blätter”. W 1926 Kauder zamieszkał w Katowicach, gdzie objął stanowisko kierownika Niemieckiej Biblioteki Sztuki i Nauki oraz kierownika Związku Niemieckich Bibliotek Ludowych na Górnym Śląsku, którego celem było wzmocnienie tożsamości narodowej Niemców w Polsce, tam Kauder odpowiadał za biblioteki publiczne, szkolne, młodzieżowe, robotnicze oraz wędrowne. W latach 1927–1934 Viktor Kauder był dyrektorem Deutscher Kulturbund für Polnisch Schlesien, organizacji składającej się z 24 różnych stowarzyszeń (m.in.: Bund für Arbeiterbildung in Polen, Deutsche Spielgemeinschaft, Deutscher Sängerbund für Polen, Deutsche Turnerschaft für Polen, Touristenverein Naturfreunde) i około 40 000 członków. Redagował wówczas czasopismo „Schaffen und Schauen”. Kauder podczas II wojny światowej, jesienią 1939 został pełnomocnikiem Haupttreuhandstelle Ost – niemieckiego Głównego Urzędu Powierniczego ds. Wschodu, od którego dostał polecenie przejęcia inwentarza ksiąg polskich w powiecie katowickim. 14 grudnia 1939 został wicedyrektorem naczelnym Górnośląskiej Biblioteki Państwowej w Katowicach, w 1942 zaś został jej dyrektorem. W 1942 został także dyrektorem oraz dyrektorem Biblioteki Miejskiej w Katowicach oraz kierownikiem Państwowej Poradni Bibliotecznej, któremu podlegało 1050 bibliotek dla dorosłych i 2167 bibliotek szkolnych w rejencji katowickiej. W 1944 Kauder został wcielony do Luftwaffe, a w 1945 dostał się do niewoli brytyjskiej. Po uwolnieniu w 1946 pracował m.in. przy budowie elektrowni w Gerlos w dolinie Zillertal oraz przy wyrębie lasów. W 1949 dostał pracę w chemicznym przedsiębiorstwie „Vereinigte Färberei-AG” w Reutte, z czasem osiągając stanowisko kierownicze. W 1951 uzyskał obywatelstwo austriackie. W 1954 został dyrektorem Biblioteki Niemieckiego Wschodu w Herne, od 1957 kierował także główną biblioteką miejską w Herne. W 1965 przeszedł na emeryturę. Zmarł 2 lipca 1985 roku w Zirl.

### Działalność wydawnicza
Od 1923 był dyrektorem „Deutsche Blätter in Polen”, a w latach 1926–1927 także redaktorem. Ponadto wydawał czasopismo „Schaffen und Schauen” (1924–1934), które stało się dzięki jego zaangażowaniu ogólnopolskim periodykiem naukowo-kulturalnym. Na jego łamach publikował artykuły o edukacji, wychowaniu, kulturze i literaturze, a także „Deutsche Monatshefte in Polen” (1934–1943). Uczestniczył w publikowaniu serii popularnonaukowych o Niemcach w Polsce, takich jak: „Deutsche Gaue im Osten”, „Ostdeutsche Heimathefte”, „Ostdeutsche Heimatbücher”, a także cyklu albumów „Das Deutschtum in Polen” oraz licznych katalogów biblioteczne oraz prac poświęcone folklorowi i historii Niemców na ziemiach polskich.

### Życie prywatne
Kauder był wyznania ewangelickiego. Urodził się w rodzinie pochodzącego z Bielska Rudolfa Kaudera i pochodzącej z Łodzi Luisy Weber. W 1926 ożenił się z Gretą Ohrenstein, z którą miał dwoje dzieci – córkę Hannę Marię i syna Hansa-Petera.

## Ocena działalności
Kauder nigdy nie został członkiem NSDAP, lecz w latach 1926–1929 należał do nacjonalistycznej Deutsche Partei w Polsce. W 1939 zajmował się konfiskatą polskich księgozbiorów, jednak nie zachowały się przesłanki wskazujące na to by miał uczestniczyć w niszczeniu polskiego dziedzictwa kulturalnego. Niemniej Kauder był członkiem instytucji III Rzeszy takich jak: Izba Prasy Rzeszy (niem. Reichspressekammer), Izba Piśmiennictwa Rzeszy (niem. Reichsschrifttumskammer), Narodowosocjalistyczny Związek Urzędników (niem. NS-Beamtenbund).

## Nagrody i odznaczenia
- srebrny medal Für Verdienste um das Ausland-Deutschtum (1938), przyznawany przez Deutsches Ausland-Institut(inne języki) w Stuttgarcie (za badania górnośląskie),
- Nicolaus-Copernicus-Preis (1942), nagroda przyznawana przez Johann-Wolfgang-Goethe-Stiftung przy Śląskim Uniwersytecie Fryderyka Wilhelma we Wrocławiu,
- Gauplakette für oberschlesische Landesforschung (1943)[5],
- Verdienstkreuz am Bande (Krzyż Zasługi na Wstędze RFN, 1976)[1].

## Wybrane publikacje
- Das Deutschtum in Polnisch-Schlesien. Günther Wolff, 1932.
- Das Deutschtum in Polen. Ein Bildband. Wolff zu Plauen, 1937. Neuauflage S. Hirzel, 1942,
- Das Deutschtum in der Wojewodschaft Schlesien. Hirzel, Leipzig 1937.
- Deutsch-Polnische Nachbarschaft. Lebensbilder deutscher Helfer in Polen. Veröffentlichungen des Göttinger Arbeitskreises, 178. Holzner Verlag, Würzburg 1957.